# 한국통신학회
사단법인 한국통신학회(The Korean Institute of Communications and Information Sciences, KICS)는 통신과 그 관련분야에 대한 학술활동을 통하여 통신과학에 대한 이론적 체계화와 보편화를 꾀하는 목적으로 1974년 10월 19일에 설립된 학술단체이다. 사무실은 서울특별시 강남구 논현로38길 32-3에 있다. 연구발표회 및 토론회 개최, 논문과 학술지 및 기타 출판물의 발행, 국내외 정보통신 관련 단체와의 교류 등을 활동하고 있다. 1976년에 창간된 학회지 《정보와 통신》을 발간하고 있다.

## 주요 사업
- 정보통신 및 관련 융합 기술의 교육 및 연구발표회 및 워크숍, 국내외 학술대회 개최
- 정보통신 및 관련 융합 기술 교류를 위한 연구회 운영 및 과제 수행
- 정보통신 및 관련 융합 기술 분야의 학술논문지 및 기술 정보지 출간
- 국내외 정보통신 관련 단체, 정부 산하 기관 및 출연 연구소와의 기술 교류 및 상호협력
- 학술연구 및 기술개발의 장려, 우수한 공적에 대한 표창
- 기술표준 및 규격의 제정, 그리고 용어 제정에 관한 연구
- 본 학회의 목적 달성을 위해 필요한 기타 사업수행

## 임원진
- 회장
- 수석부회장
- 부회장
- 감사
- 상임이사

## 학술지
- 《정보와 통신》 - 1976년에 창간하여 연 12회 발행하고 있다.[1]